# Марцель Зилля
Марцель Зилля (пол. Marcel Zylla, нар. 14 січня 2000) — польський футболіст, півзахисник клубу «Баварія II».

## Клубна кар'єра
Народився 14 січня 2000 року. Вихованець футбольної школи клубу «Баварія». З командою до 17 років виграв юнацький чемпіонат Німеччини. З 2018 року став виступати за резервну команду «Баварія II» в Регіоналлізі.

## Виступи за збірну
2019 року у складі молодіжної збірної Польщі поїхав на домашній молодіжний чемпіонат світу. На турнірі зіграв у 4 матчах і забив один гол, а команда вилетіла на стадії 1/8 фіналу.